# 시그트뤼그 이바르손
시그트뤼그 이바르손(고대 노르드어: Sigtryggr Ívarrsson, ? ~ 896년), 게일어로는 시트리크 막 이마르(아일랜드어: Sitriuc mac Ímair)는 9세기 더블린 왕국의 왕이다. 이바르의 아들로서 이바르 왕조에 속한다.
888년 형 시그프뢰드 이바르손이 암살되자 왕위를 물려받았다. 시그트뤼그의 치세는 더블린이 내부 권력투쟁과 왕실의 불화로 망해가던 시기였다. 선왕 시그프뢰드도 이 궁중암투의 희생자로서 이바르 가의 이름모를 일가붙이에게 살해당했다. 그러나 이러한 내우에도 불구하고 더블린은 라긴과 남이넬 군대의 침공을 성공적으로 물리쳤다. 893년 시그프뢰드 야를이라는 자가 시그트뤼그에게 더블린의 왕위를 걸고 도전하여, 한 나라에 왕을 칭하는 이가 둘이 되었다. 그해 말 시그트뤼그와 시그프뢰드는 각자 브리튼섬으로 군사원정을 나가 더블린을 비웠다. 시그트뤼그가 시그프뢰드보다 1년 늦게 돌아왔는데, 그 사이 시그프뢰드가 왕위를 완전히 찬탈했는지 아니면 둘 다 세력을 보전했는지 여부는 알 수 없다.
시그트뤼그는 896년 소속을 모를 다른 바이킹들에게 살해당했다. 야른크네의 아들 글룬트라다(Glúntradna), 이바르의 손자 올라프(Amlaíb)도 시그트뤼그가 죽은 것과 우연히 같은 시기에 죽었다. 주요 정치인들의 사망으로 지도부에 공백이 발생한 더블린 왕국은 정치적으로 심각하게 불안정해졌다. 이후 앞서 언급된 글룬트라다의 아버지 야른크네가 시그프뢰드가 아닌 시그트뤼그를 계승하여 왕위에 오른 것으로 생각된다.

## 참고 자료
- “Annals of the Four Masters”. 《Corpus of Electronic Texts》 16 December 2013판. University College Cork. 2013. 2014년 11월 23일에 확인함.
- “The Annals of Ulster”. 《Corpus of Electronic Texts》 15 Augu 2012판. University College Cork. 2012. 2014년 11월 23일에 확인함.
- “Chronicon Scotorum”. 《Corpus of Electronic Texts》 24 March 2010판. University College Cork. 2010. 2014년 11월 26일에 확인함.
- Downham, Clare (2007). 《Viking Kings of Britain and Ireland: The Dynasty of Ívarr to A.D. 1014》. Edinburgh: Dunedin Academic Press. ISBN 978-1-903765-89-0.
- Holman, Katherine (2012년 4월 26일). 《The Northern Conquest: Vikings in Britain and Ireland》. Andrews UK Limited. ISBN 978-1-908493-53-8.
- Murphy, D, 편집. (1896). 《The Annals of Clonmacnoise》. Dublin: Royal Society of Antiquaries of Ireland. Accessed via Internet Archive.

| 시그프뢰드 이바르손 | 제4대 더블린 국왕 888년–896년 | 야른크네 |